# Campeonato Mundial de Lucha de 2014
El LXV Campeonato Mundial de Lucha se celebró en Taskent (Uzbekistán) entre el 8 y el 14 de septiembre de 2014 bajo la organización de la Federación Internacional de Luchas Asociadas (FILA) y la Federación Uzbekistana de Lucha.
Las competiciones se realizaron en el Palacio de Gimnasia de la capital uzbeka.

## Resultados

### Lucha grecorromana masculina
| Evento         | Oro                         | Plata                      | Bronce                                                       |
| -------------- | --------------------------- | -------------------------- | ------------------------------------------------------------ |
| 59 kg (14.09)  | Hamid Surian Irán           | Minguiyan Semionov · Rusia | Stig-André Berge · Noruega · Elmurat Tasmuradov · Uzbekistán |
| 66 kg (13.09)  | Davor Štefanek Serbia       | Omid Noruzi Irán           | Tamás Lőrincz · Hungría · Edgaras Venckaitis · Lituania      |
| 71 kg (14.09)  | Chinguiz Labazanov · Rusia  | Yunus Özel Turquía         | Afshin Biabangard Irán Rəsul Çunayev Azerbaiyán              |
| 75 kg (12.09)  | Arsen Dzhulfalakian Armenia | Neven Žugaj · Croacia      | Andrew Bisek Estados Unidos Elvin Mürsəliyev Azerbaiyán      |
| 80 kg (13.09)  | Péter Bácsi · Hungría       | Yevgueni Saleyev · Rusia   | Selçuk Çebi · Turquía · Jim Pettersson · Suecia              |
| 85 kg (12.09)  | Mélonin Noumonvi Francia    | Saman Təhmasibi Azerbaiyán | Zhan Beleniuk · Ucrania · Viktor Lőrincz · Hungría           |
| 98 kg (14.09)  | Artur Alexanian Armenia     | Oliver Hassler · Alemania  | Gasem Rezaei Irán Cenk İldem Turquía                         |
| 130 kg (13.09) | Mijaín López Núñez · Cuba   | Rıza Kayaalp Turquía       | Heiki Nabi · Estonia · Bilial Majov · Rusia                  |

### Lucha libre masculina
| Evento         | Oro                           | Plata                           | Bronce                                                         |
| -------------- | ----------------------------- | ------------------------------- | -------------------------------------------------------------- |
| 57 kg (08.09)  | Yang Kyong-Il Corea del Norte | Vladimer Jinchegashvili Georgia | Hasan Rahimi · Irán · Uladzislau Andreyeu · Bielorrusia        |
| 61 kg (09.09)  | Hacı Əliyev Azerbaiyán        | Masud Esmaeilpur Irán           | Enjsaijany Niam-Ochir · Mongolia · Yowlys Bonne · Cuba         |
| 65 kg (09.09)  | Soslan Ramonov · Rusia        | Ahmad Mohamadi Irán             | Ganzoriguiin Mandajnaran Mongolia Mihail Sava Moldavia         |
| 70 kg (08.09)  | Jetag Tsabolov · Rusia        | Yakup Gör Turquía               | Bekzod Abdurahmonov · Uzbekistán · Ali Shabanau · Bielorrusia  |
| 74 kg (09.09)  | Denis Tsargush · Rusia        | Sosuke Takatani Japón           | Jordan Burroughs · Estados Unidos · Liván López Azcuy · Cuba   |
| 86 kg (08.09)  | Abdulrashid Sadulayev · Rusia | Reineris Salas Pérez · Cuba     | Selim Yaşar Turquía Mohamad Hosein Mohamadian Irán             |
| 97 kg (09.09)  | Abdusalam Gadisov · Rusia     | Xetaq Qazyumov Azerbaiyán       | Javier Cortina Lacerra · Cuba · Valeri Andritsev · Ucrania     |
| 125 kg (08.09) | Taha Akgül Turquía            | Komeil Gasemi Irán              | Jadzhimurat Gatsalov · Rusia · Tervel Dlagnev · Estados Unidos |

1. ↑  El ganador de la medalla de bronce, el turco Şamil Erdoğan, dio positivo en un control antidopaje y fue descalificado por la FILA, la medalla pasó al cubano Javier Cortina Lacerra.[2]

### Lucha libre femenina
| Evento        | Oro                              | Plata                            | Bronce                                                           |
| ------------- | -------------------------------- | -------------------------------- | ---------------------------------------------------------------- |
| 48 kg (10.09) | Eri Tosaka Japón                 | Iwona Matkowska · Polonia        | Mariya Stadnik Azerbaiyán Kim Hyon-Gyong Corea del Norte         |
| 53 kg (11.09) | Saori Yoshida Japón              | Sofia Mattsson · Suecia          | Jillian Gallays · Canadá · Jong Myong-Suk · Corea del Norte      |
| 55 kg (10.09) | Chiho Hamada Japón               | Irina Ologonova · Rusia          | Helen Maroulis · Estados Unidos · Iryna Jariv · Ucrania          |
| 58 kg (11.09) | Kaori Icho Japón                 | Valeriya Koblova · Rusia         | Anastasiya Huchok · Bielorrusia · Elif Jale Yeşilırmak · Turquía |
| 60 kg (10.09) | Süjeeguiin Tserenchimed Mongolia | Yuliya Ratkeviç Azerbaiyán       | Natalia Golts · Rusia · Taibe Yusein · Bulgaria                  |
| 63 kg (12.09) | Yuliya Tkach · Ucrania           | Elena Pirozhkova Estados Unidos  | Valeriya Lazinskaya · Rusia · Anastasija Grigorjeva · Letonia    |
| 69 kg (10.09) | Aline Focken · Alemania          | Sara Dosho Japón                 | Laura Skujiņa · Letonia · Natalia Vorobiova · Rusia              |
| 75 kg (11.09) | Adeline Gray Estados Unidos      | Aline da Silva Ferreira · Brasil | Ochirbatyn Burmaa Mongolia Zhou Qian China                       |

## Medallero
| Núm. | País            | Oro | Plata | Bronce | Total |
| ---- | --------------- | --- | ----- | ------ | ----- |
| 1    | Rusia           | 6   | 4     | 5      | 15    |
| 2    | Japón           | 4   | 2     | 0      | 6     |
| 3    | Armenia         | 2   | 0     | 0      | 2     |
| 4    | Irán            | 1   | 4     | 4      | 9     |
| 5    | Turquía         | 1   | 3     | 4      | 8     |
| 6    | Azerbaiyán      | 1   | 3     | 3      | 7     |
| 7    | Estados Unidos  | 1   | 1     | 4      | 6     |
| 8    | Cuba            | 1   | 1     | 3      | 5     |
| 9    | Alemania        | 1   | 1     | 0      | 2     |
| 10   | Mongolia        | 1   | 0     | 3      | 4     |
| 10   | Ucrania         | 1   | 0     | 3      | 4     |
| 12   | Corea del Norte | 1   | 0     | 2      | 3     |
| 12   | Hungría         | 1   | 0     | 2      | 3     |
| 14   | Francia         | 1   | 0     | 0      | 1     |
| 14   | Serbia          | 1   | 0     | 0      | 1     |
| 16   | Suecia          | 0   | 1     | 1      | 2     |
| 17   | Brasil          | 0   | 1     | 0      | 1     |
| 17   | Croacia         | 0   | 1     | 0      | 1     |
| 17   | Georgia         | 0   | 1     | 0      | 1     |
| 17   | Polonia         | 0   | 1     | 0      | 1     |
| 21   | Bielorrusia     | 0   | 0     | 3      | 3     |
| 22   | Letonia         | 0   | 0     | 2      | 2     |
| 22   | Uzbekistán      | 0   | 0     | 2      | 2     |
| 24   | Bulgaria        | 0   | 0     | 1      | 1     |
| 24   | Canadá          | 0   | 0     | 1      | 1     |
| 24   | China           | 0   | 0     | 1      | 1     |
| 24   | Estonia         | 0   | 0     | 1      | 1     |
| 24   | Lituania        | 0   | 0     | 1      | 1     |
| 24   | Moldavia        | 0   | 0     | 1      | 1     |
| 24   | Noruega         | 0   | 0     | 1      | 1     |
|      | TOTAL           | 21  | 21    | 42     | 84    |